# Niphocepheus aborigensis
Niphocepheus aborigensis är en kvalsterart som beskrevs av Valerie M. Behan-Pelletier 1982. Niphocepheus aborigensis ingår i släktet Niphocepheus och familjen Niphocepheidae. Inga underarter finns listade i Catalogue of Life.